# Marcinkowice (West-Pommeren)
Marcinkowice is een dorp in de Poolse woiwodschap West-Pommeren. De plaats maakt deel uit van de gemeente Tuczno.